# Kobojango
Kobojango è un villaggio del Botswana situato nel distretto Centrale, sottodistretto di Bobonong. Il villaggio, secondo il censimento del 2011, conta 2.138 abitanti.

## Località
Nel territorio del villaggio sono presenti le seguenti 11 località:
- Dinde di 52 abitanti,
- Gobadwe,
- Maoketsang,
- Mmaseedama di 15 abitanti,
- Mogonyong,
- Moshalalwe di 1 abitante,
- Raselebogo di 9 abitanti,
- Sedakeng/Sedukeng di 3 abitanti,
- Setakeng di 7 abitanti,
- Setempe di 15 abitanti,
- Setombo di 6 abitanti